# Nardò
Nardò ist ein Ort in der süditalienischen Region Apulien.

## Geografie
Nardò hat 30.748 Einwohner (Stand 31. Dezember 2023). Es liegt in der Provinz Lecce.

## Geschichte
Die Römer eroberten Nardò 269 v. Chr. Nach dem Fall des Weströmischen Reichs nahmen wechselnd das Byzantinische und das Langobardische Reich die Stadt in Besitz. 1055 begann die Normannenherrschaft.
Am 20. Februar 1743 verursachte ein Erdbeben schwere Schäden in der Stadt.

## Verkehr
Nardò besitzt zwei Bahnhöfe:
- Nardò Città an der Bahnstrecke Novoli–Gagliano Leuca ist der „Stadtbahnhof“, der – zwar außerhalb der Altstadt – aber doch im bebauten Gebiet der Stadt liegt, und
- Nardò Centrale, wo sich die genannte Bahnstrecke mit der Bahnstrecke Lecce–Gallipoli kreuzt. Dieser Bahnhof liegt aber – im Gegensatz zu seiner Bezeichnung, die sich auf die Lage im Eisenbahnnetz bezieht – etwa zwei Kilometer südöstlich der Bebauung, auf freiem Feld.

## Sehenswürdigkeiten

Piazza Salandra

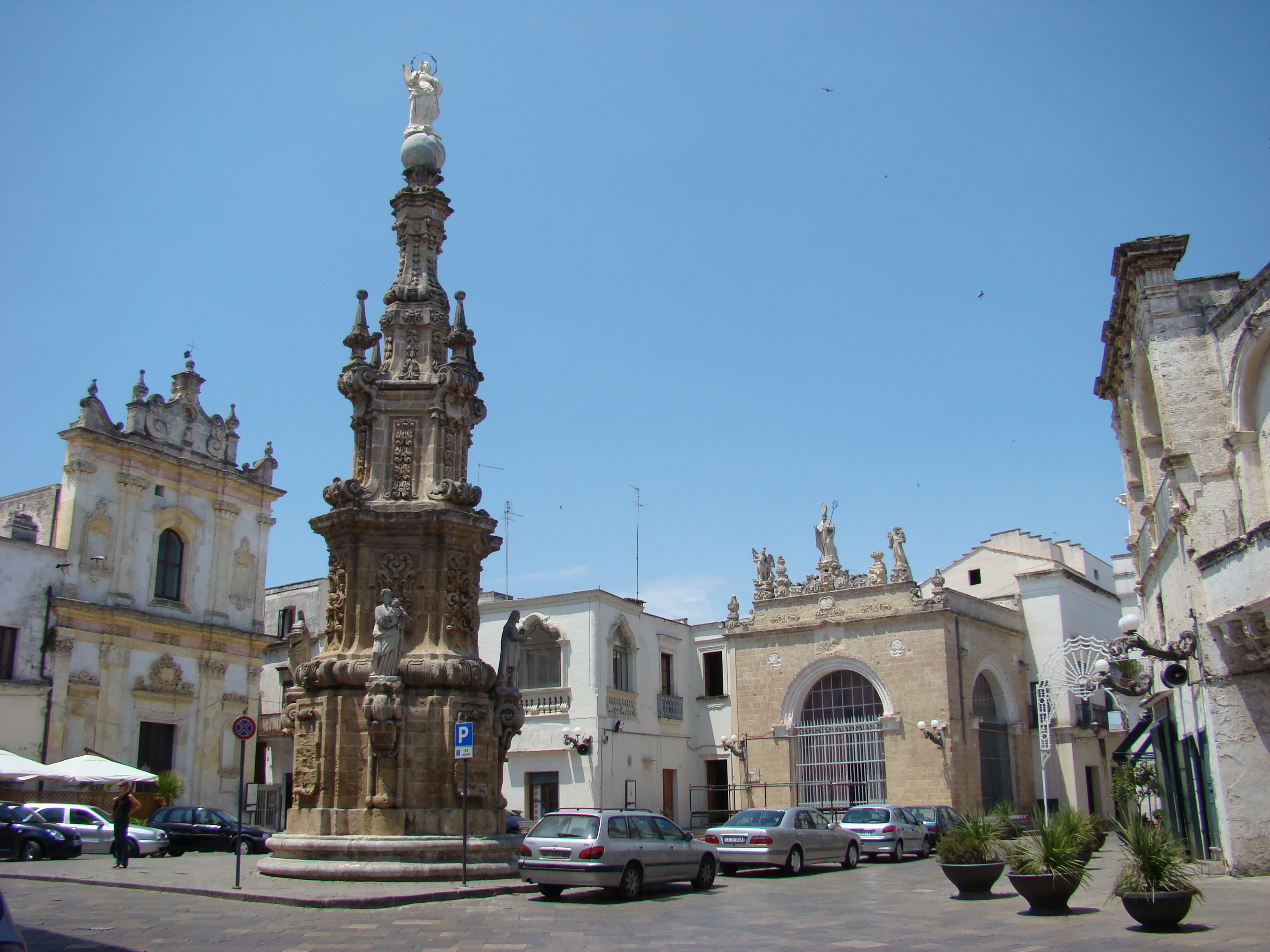
Nardò – Piazza Salandra

- Die Piazza Salandra ist das Zentrum der Stadt.
- Barockkirche San Domenico
- Kathedrale von Nardò mit Holzkruzifix
- Pista di Nardò, Teststrecke für Kraftfahrzeuge, etwa 20 km nordwestlich des Ortes

## Politik
Giuseppe Pippi Mellone (Lista civica) wurde am 19. Juni 2016 zum Bürgermeister gewählt.

## Städtepartnerschaften
- Atlit, Israel
- Fiorano Modenese, Italien
- Conversano, Italien
- Gyumri, Armenien
- Atri, Italien
- Zitsa, Griechenland

## Söhne und Töchter der Stadt
- Gabriele Calabrese (* 1997), Fußballspieler, FC Union Heilbronn, (Deutschland)
- Fabrizio Miccoli (* 1979), Fußballspieler, US Lecce, (Italien)
- Giuliano Sangiorgi (* 1979), Sänger, Gitarrist, Pianospieler und Komponent von Liedtexten der Band „Negramaro“